# Hasumi Kurea
 (octobre 2023).
La mise en forme du texte ne suit pas les recommandations de Wikipédia : il faut le « wikifier ».
Les points d'amélioration suivants sont les cas les plus fréquents. Le détail des points à revoir est peut-être précisé sur la page de discussion.
- Les titres sont pré-formatés par le logiciel. Ils ne sont ni en capitales, ni en gras.
- Le texte ne doit pas être écrit en capitales (les noms de famille non plus), ni en gras, ni en italique, ni en « petit »…
- Le gras n'est utilisé que pour surligner le titre de l'article dans l'introduction, une seule fois.
- L'italique est rarement utilisé : mots en langue étrangère, titres d'œuvres, noms de bateaux, etc.
- Les citations ne sont pas en italique mais en corps de texte normal. Elles sont entourées par des guillemets français : « et ».
- Les listes à puces sont à éviter, des paragraphes rédigés étant largement préférés. Les tableaux sont à réserver à la présentation de données structurées (résultats, etc.).
- Les appels de note de bas de page (petits chiffres en exposant, introduits par l'outil «  Source ») sont à placer entre la fin de phrase et le point final[comme ça].
- Les liens internes (vers d'autres articles de Wikipédia) sont à choisir avec parcimonie. Créez des liens vers des articles approfondissant le sujet. Les termes génériques sans rapport avec le sujet sont à éviter, ainsi que les répétitions de liens vers un même terme.
- Les liens externes sont à placer uniquement dans une section « Liens externes », à la fin de l'article. Ces liens sont à choisir avec parcimonie suivant les règles définies. Si un lien sert de source à l'article, son insertion dans le texte est à faire par les notes de bas de page.
- La présentation des références doit suivre les conventions bibliographiques. Il est recommandé d'utiliser les modèles {{Ouvrage}}, {{Chapitre}}, {{Article}}, {{Lien web}} et/ou {{Bibliographie}}. Le mode d'édition visuel peut mettre en forme automatiquement les références.
- Insérer une infobox (cadre d'informations à droite) n'est pas obligatoire pour parachever la mise en page.

Pour une aide détaillée, merci de consulter Aide:Wikification.
Si vous pensez que ces points ont été résolus, vous pouvez retirer ce bandeau et améliorer la mise en forme d'un autre article.
 (janvier 2025).
Hasumi Kurea (蓮実 クレア) Elle est une actrice pornographique et a autrefois été une idole de maillots de bain au Japon. Elle fait partie d'une filiale de la société All Promotion.

## Carrière
En septembre 2012, elle entame sa carrière dans l'industrie pour adultes en tant qu'actrice sous contrat exclusif avec l'agence Bi.
En juillet 2013, elle a commencé son emploi de strip-teaseuse au Shinjuku New Art.
De janvier à août 2014, elle a occupé le poste d'actrice exclusive chez Wanz Factory.
En février 2015, elle a intégré le groupe d'idoles sexy "KÜHN" (reconnaissable par la couleur violette), puis en décembre, elle a rejoint le groupe "SEXY-J" et a commencé à travailler au sein de ce groupe.
Le 19 décembre 2017, le groupe "SEXY-J" s'est dissous lors de leur dernière diffusion en direct au CLUB CITTA' à Kawasaki, Kanagawa.
En mars 2018, elle a été récompensée du prix du meilleur film pour son rôle dans "La femme du frère est une concubine, une idole sexy Hasumi Kurea" (兄嫁は中gipし着エロアイドル 蓮実クレア) lors de la cérémonie des Porn Television Awards Sky PerfectTV ! 2018.
En octobre 2019, elle a été nommée pour le GeoTV × Men's Cyzo ADULT AWARD 2019 dans la catégorie "Top 1 sexy body". La deuxième catégorie était celle des "Monstres les plus sexy". Elle a remporté le prix de GeoTV le 1er janvier.
En novembre 2018, le film "[Pour la première fois dans l'histoire] Il n'y a jamais eu de film pour adultes comme celui-ci ! Hasumi Kurea recherche un trésor de 300 millions de yens dans une entreprise américaine" (une production de SOD) est sorti. En juin 2020, deux ans après sa sortie, il a été choisi comme un "film ultime" dans le cadre de la planification de l'exposition d'art Asahi, une sélection réalisée par Kochi Katsutoshi.
En décembre 2020, elle s'est classée 31e au tableau "FLASH 2020 BEST 100 des actrices actives les plus sexy" en recueillant les votes des lecteurs. En avril 2021, elle a obtenu la 11e place lors de l'élection des "actrices pornos actives les plus sexy" d'Asahi Geino 2021. En août de la même année, elle s'est classée 15e dans le "Classement FLASH 2021 des Actrices Sexy" choisi par 300 lecteurs.
En septembre 2021, elle a été désignée comme l'actrice représentant la campagne Triple HAPPY 2021.
Le 1er septembre 2022, elle a annoncé sur Twitter qu'elle quitterait la société All Pro le 25 du même mois et mettrait temporairement fin à ses activités dans l'industrie pour adultes. Elle continuera à exercer d'autres activités sous le nom de Hasumi Kurea.

## Vie personnelle
Elle a une passion pour la collection de timbres et a amassée une collection de 77 timbres ferroviaires de la East Japan Railway Company (JR East). En 2016, lors de la campagne de timbres Ultraman de JR Dong, elle a été reconnue comme la célébrité qui retweetait le plus de messages parmi les participants à la campagne sur Twitter.
Elle entretient une amitié avec Ōtani Shōko, une collègue de la même agence, et elle a connu Shōko avant de faire ses débuts dans l'industrie pour adultes.
Elle se décrit comme une "Do-M naturelle". Elle a choisi la profession d'actrice pour adultes car elle pensait que cela serait un défi à relever.
Elle est également réputée pour sa maîtrise des positions de cow-girl à 90 degrés, dont la position d'araignée de cow-girl, qui implique de secouer ses hanches à grande vitesse et de maintenir son équilibre sans basculer même lorsqu'elle touche les mamelons de l'homme avec ses deux mains. En outre, elle a joué le rôle de conférencière dans le programme U-NEXT "Good Luck Youth Flame, SOD Actor Morita Tetsuya et Let's Make a Sexy Video".